# Boggs (contea di Armstrong, Pennsylvania)
Boggs  è una township degli Stati Uniti d'America, nella contea di Armstrong nello Stato della Pennsylvania. Secondo il censimento del 2000 la popolazione è di 979 abitanti.

## Società

### Evoluzione demografica
La composizione etnica vede una prevalenza di quella bianca (98.16%), seguita quella dei nativi americani (1,02%), dati del 2000.
| township di Boggs Popolazione |     |
| 2000                          | 979 |
| Stima al 01-07-07             | 925 |